# نویل هندرسون
نویل هندرسون (انگلیسی: Nevile Henderson؛ ۱۰ آوریل ۱۸۸۲ – ۳۰ دسامبر ۱۹۴۲) سیاست‌مدار اهل بریتانیا بود. وی دیپلمات اعزامی پادشاهی بریتانیا به آلمان نازی از ۱۹۳۷ تا ۱۹۳۹ بود.

## زندگی‌نامه
وی در پارک سدگویک، نزدیک هورشم، ساسکس متولد شد. فرزند سوم رابرت و اما هندرسون بود.عموی او رینالد هارگریوز بود که با آلیس لیدل ازدواچ کرد. ریشه آلیس از آلیس در سرزمین عجایب گرفته شده‌است. هندرسون به حومه شهر ساسکس بخصوص زادگاهش سجویک بسیار علاقه‌مند بود و در سال ۱۹۴۰ نوشت: «وقتی مادرم در ۱۹۳۱ درگذشت و خانه‌ام توسط همسر برادر بزرگترم فروخته شد، چیزی از زندگی ام خارج شد اما جایگزینی نداشت.» هندرسون بسیار به مادرش نزدیک بود، زن با اراده‌ای که پس از مرگ شوهرش در سال ۱۸۹۵ با موفقیت املاک وی در سجویک را اداره کرده و باغ‌های سجویک را به خوبی گسترش داده بود؛ به طوری که عکس وی و مزرعه‌اش در ۱۹۰۱ توسط مجله کانتری لایف چاپ شد. هندرسون مادر خود را «نبوغ ریاست سجویک» خواند که زنی بود شگفت‌انگیز و ماهر که اگر یکی در آن زمان حضور داشت وی بود.